# Para de Marra
"Para de Marra"  é uma canção gravada pela cantora e compositora brasileira Lexa, lançada como segundo single do seu primeiro extended play EP, Posso Ser (2015) e posteriormente incluída em seu álbum de estreia, Disponível (2015). A canção também fez parte da trilha sonora do filme brasileiro de comédia Até Que A Sorte Nos Separe 3.

## Divulgação
A primeira performance da canção foi no Programa da Sabrina no dia 11 de julho de 2015. No dia 15 de novembro de 2015, Lexa realizou uma performance da música no programa Eliana, logo após o dominical exibir uma matéria sobre sua vida e carreira.

## Videoclipe
A produção foi gravada em um viaduto desativado na zona norte do Rio de Janeiro e levou 10 horas para ser filmada. Diferentemente do clipe da canção Posso Ser, o clipe de Para de Marra tem como foco principal a coreografia. No videoclipe, Lexa está acompanhada de quatro dançarinas e usa um figurino ousado, composto por um top "área interditada", elas dançam na frente de um fusquinha verde. Um lyric vídeo bem colorido pra canção foi lançado em 1 de junho de 2015 e trás cenas de Lexa dançando ao fundo em preto e branco enquanto a letra da canção aparece por cima da cantora.